# Стеля, Богдан
Бо́гдан Гео́рге Сте́ля (рум. Bogdan Gheorghe Stelea; род. 5 декабря 1967, Бухарест) — румынский футболист, вратарь. Неоднократный чемпион, призёр, обладатель Кубка Румынии в составе бухарестских «Динамо» и «Стяуа». Участник трёх чемпионатов мира (1990, 1994, 1998) и двух чемпионатов Европы (1996, 2000).

## Клубная карьера
Во взрослом футболе дебютировал в 1986 году выступлениями за команду клуба «Динамо» (Бухарест), в составе которой в том году сыграл лишь в одном матче чемпионата. В течение 1987 года на правах аренды играл за команду клуба «Политехника Яссы».
В том же году вернулся в клуб «Динамо» (Бухарест). На этот раз отыграл за бухарестскую команду следующие четыре сезона своей игровой карьеры. Большую часть времени, проведённого в составе бухарестского «Динамо», был основным игроком команды. За это время завоевал титул чемпиона Румынии, становился обладателем Кубка Румынии.
С 1991 по 1997 год играл в составе клубов «Мальорка», «Стандард» (Льеж), «Рапид» (Бухарест), «Самсунспор» и «Стяуа». С последней командой добавил в перечень своих трофеев ещё два титула чемпиона Румынии, вновь становился обладателем Кубка Румынии (также дважды).
В 1997 году заключил контракт с испанским клубом «Саламанка», в составе которого провёл следующие пять лет своей карьеры. Играя в составе «Саламанки», также выходил на поле в основном составе команды.
В течение 2002—2008 годов защищал цвета клубов «Рапид» (Бухарест), «Динамо» (Бухарест), «Акратитос», «Оцелул» и «Униря» (Урзичени). В течение этих лет добавил в перечень своих трофеев ещё один титул обладателя Кубка Румынии (с «Рапидом»).
Завершил профессиональную игровую карьеру в «Брашове», за команду которого выступал на протяжении 2008—2009 годов.

## Выступления за сборную
В 1988 году дебютировал в официальных матчах в составе национальной сборной Румынии. В течение карьеры в национальной команде, которая длилась 18 лет, провёл в форме главной команды страны 91 матч.
В составе сборной был участником пяти крупных международных турниров — чемпионата мира 1990 года в Италии, чемпионата мира 1994 года в США, чемпионата Европы 1996 года в Англии, чемпионата мира 1998 года во Франции, а также чемпионата Европы 2000 года в Бельгии и Нидерландах.

## Карьера тренера
Начал тренерскую карьеру сразу же после завершения карьеры игрока, в 2009 году, войдя в тренерский штаб национальной сборной Румынии в качестве помощника главного тренера Рэзвана Луческу. Проработал с национальной командой до 2011 года.
С 2012 по 2014 год возглавлял тренерский штаб клубов «Астра» (Плоешти) и «Вииторул», а также молодёжной сборной Румынии.

## Титулы и достижения
- Чемпионат Румынии (3):

«Динамо» (Бухарест): 1989/90
«Стяуа»: 1995/96, 1996/97
- Обладатель Кубка Румынии (5):

«Динамо» (Бухарест): 1989/90, 2004/05
«Стяуа»: 1995/96, 1996/97
«Рапид» (Бухарест): 2001/02
- Почётный гражданин Бухареста: 1994[1]
- Орден «За спортивные заслуги» III степени I типа: 2008[2]